# Marianne Weber
Marianne Weber, z domu Schnitger (ur. 2 sierpnia 1870 w Oerlinghausen, zm. 12 marca 1954 w Heidelbergu), niemiecka działaczka praw kobiet, socjolożka, historyczka prawa, żona Maxa Webera i autorka jego biografii.
Jako jedna z pierwszych kobiet studiowała na uniwersytecie (jako wolna słuchaczka). Podjęła próbę wprowadzenia do socjologii perspektywy kobiecej pisząc o autonomii kobiety i instytucji małżeństwa. W 1924 otrzymała doktorat honoris causa uniwersytetu w Heidelbergu.
Działała na rzecz praw kobiet. Była pierwszą członkinią parlamentu Badenii w 1920, a później przewodniczącą Federacji Niemieckich Organizacji Kobiecych. W 1925 była współzałożycielką (wraz z Marie Johanną Baum, Gertrudą Bäumer i Alice Salomon) Die Deutsche Akademie für soziale und pädagogische Frauenarbeit (Instytutu Do Spraw Udziału Kobiet W Działalności Zawodowej i Społecznej) w Berlinie.

## Publikacje

### Publikacje niemieckojęzyczne
- Fichtes Sozialismus und sein Verhältnis zur Marxschen Doktrin (1900)
- Beruf und Ehe (1906)
- Ehefrau und Mutter in der Rechtsentwicklung (1907)
- Die Frauen und die Liebe (1935)
- Erfülltes Leben (1946)
- Lebenserinnerungen (1948)
- Max Weber. Ein Lebensbild. München: Piper, 1989. (Serie Piper 984), ISBN 3-492-10984-5.
- Frauen auf der Flucht (2005), ISBN 3-89528-517-X.

### Publikacje przetłumaczone na j. polski
- Kobiety wypędzone. Opowieść o zemście zwycięzców (2008), Wydawnictwo Replika, ISBN 978-83-60383-54-4 [tytuł org. Frauen auf der Flucht (2005)]